# 马克西姆·李维诺夫
马克西姆·马克西莫维奇·李维诺夫（羅馬化：Maksim Maksimovich Litvinov；1876年7月17日—1951年12月31日），本名梅厄·赫諾克·瓦拉赫-芬克爾斯坦，猶太裔苏联外交官、革命家。曾任苏俄驻英国、美国、爱沙尼亚外交代表；苏俄外交副人民委员、工农监察人民委员、外交人民委员；驻国际联盟代表、驻美特命全权大使、外交副人民委员、驻古巴特命全权大使等职务。

## 生平
- 1876年7月17日出生于比亚韦斯托克的一个犹太职员家庭。幼年在犹太教堂学习，然后在比亚韦斯托克皇家学校学习至高中。
- 1893年-1897年，驻巴库沙俄第17高加索步兵团士兵。
- 1898年，克林齐坎塔罗夫纺织厂会计师。同年加入俄国社会民主工党。
- 1899年-1901年，基辅金茨堡建筑公司负责人的助理。1900年任俄国社会民主工党基辅市委委员。他建立了一个地下印刷厂，印刷革命宣传手册和传单。
- 1901年被捕入狱。1902年与监狱11名革命者越狱。
- 1902年-1904年，流亡瑞士，任俄国革命社会民主党外国同盟管理委员，并参与《火星报》的发行工作。1903年加入俄国社会民主工党（布）。
- 1904年-1907年，秘密返回俄国，任圣彼得堡第一份合法布尔什维克报纸《新生活报》的出版工作，并为国内革命活动运输武器。
- 1907年，流亡法国，斯图加特国际社会主义代表大会俄国社会民主工党代表团秘书。后涉嫌兑换第比利斯银行抢劫案钞票被捕。
- 1907年-1917年，流亡英国，任威廉姆斯和诺盖特出版社职员。1914年6月，他成为俄国社会民主工党中央委员会在国际社会主义局的代表。1915年2月，他在伦敦举行的国际社会主义会议上代表布尔什维克发言。
- 1917年11月-1918年9月，苏俄驻英国外交代表（非正式）。期间，1918年7月被任命为苏俄驻美外交代表，但因美国拒绝为其发放签证而未能成行。
- 1918年9月16日被英方逮捕，10天后获释。
- 1918年11月-1920年12月，苏俄外交人民委员会理事会成员。期间赴斯德哥尔摩、哥本哈根等地与协约国、美、英等国代表谈判，最终于1920年2月12日签署了英苏战俘交换协议。
- 1920年12月-1921年9月，苏俄驻爱沙尼亚代理全权外交代表。
- 1921年5月-1923年7月，苏俄外交副人民委员。1922年，出席热那亚国际经济会议和海牙国际财政经济会议，任苏联代表团团长。同年任莫斯科国际裁军会议主席。
- 1923年7月-1930年7月，苏联工农监察人民委员兼外交副人民委员。期间，1927年-1930年，国际联盟裁军筹备委员会苏联代表团团长。
- 1930年7月-1939年5月，苏联外交人民委员。期间，1932年，参加日内瓦国际裁军会议，任苏联代表团团长，期间与中国代表颜惠庆会面，恢复中苏外交关系。1933年率团出席伦敦世界经济会议。1933年底，赴华盛顿同富兰克林·罗斯福总统进行了关于建立苏美外交关系的谈判。1934年-1938年，苏联驻国际联盟代表。
- 1939年5月-1941年11月，苏联外交人民委员会顾问。
- 1941年11月-1946年8月，苏联外交副人民委员。期间，1941年11月-1943年8月，驻美特命全权大使。1942年与美国签定《租借条约》。1942年10月-1943年9月，驻古巴特命全权大使。
- 1946年8月因病退休。
- 1951年12月31日于莫斯科逝世，享年75岁。葬于新圣女公墓。

李维诺夫是俄国社会民主工党3大、俄共（布）8大、联共（布）14-18大代表，第14-15、18次代表会议代表；第17-18届中央委员；第1届苏联最高苏维埃联盟院代表，第2届苏联最高苏维埃民族院代表；第1届俄罗斯苏维埃联邦社会主义共和国最高苏维埃代表。

## 荣誉
- 列宁勋章（1936）
- 劳动红旗勋章（1945）
- 1941-1945年伟大卫国战争中忘我劳动奖章[2]

## 備注
1. ↑  Meir Henoch Wallach-Finkelstein
或俄语名梅尔-格诺赫·莫伊谢耶维奇·瓦拉赫（羅馬化：Meyer-Genokh Moiseyevich Ballakh)